# Calceolaria
Calceolaria L. è un genere di piante angiosperme della famiglia delle Calceolariacee originario dell'America.

## Etimologia
Il loro nome deriva dal latino "calceolus = pantofola" per la particolare forma del fiore che ricorda appunto una pantofola.

## Descrizione
Al genere Calceolaria appartengono specie erbacee annuali e perenni dai fiori apparescenti e di vari colori screziati di giallo e rosso, foggiati a borsetta reniforme di varia grandezza in base alla specie.
Le foglie sono opposte di aspetto diverso a seconda delle specie ma per lo più pelose e dentellate.

## Tassonomia

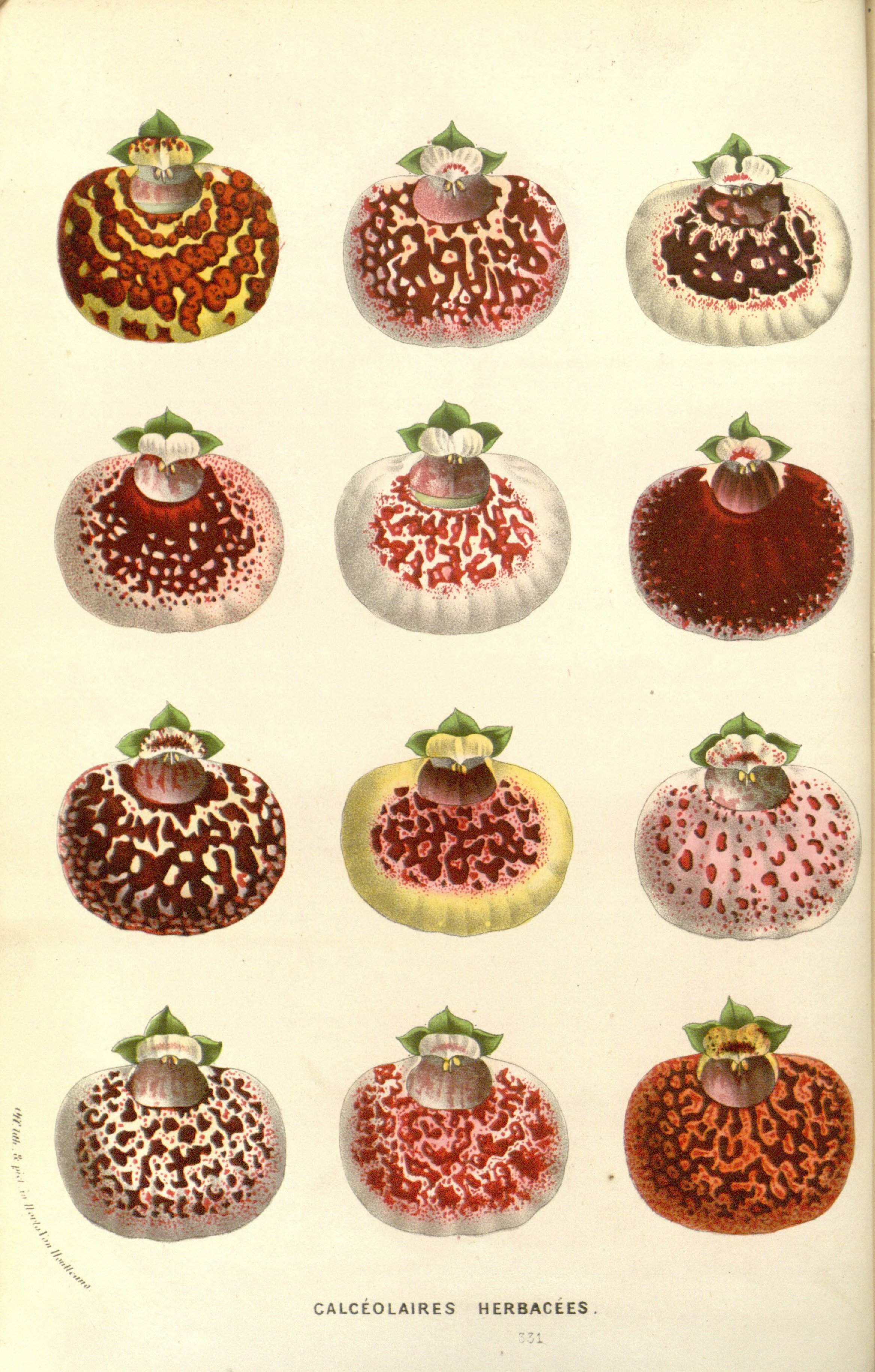
Alcune corolle di Calceolaria

Il genere comprende le seguenti specie:
- Calceolaria aconcaguina Phil.
- Calceolaria adenanthera Molau
- Calceolaria adenocalyx Molau
- Calceolaria aiseniana C.Ehrh.
- Calceolaria ajugoides Kraenzl.
- Calceolaria alata (Pennell) Pennell
- Calceolaria alba Ruiz & Pav.
- Calceolaria albotomentosa Pennell
- Calceolaria amicora S.Leiva, E.Rodr. & Rimarachin
- Calceolaria amoena Molau
- Calceolaria andina Benth.
- Calceolaria angustiflora Ruiz & Pav.
- Calceolaria angustifolia (Lindl.) Sweet
- Calceolaria anisanthera Pennell
- Calceolaria annua Edwin
- Calceolaria aperta Edwin
- Calceolaria aquatica A.Braun & C.D.Bouché
- Calceolaria arachnoidea Graham
- Calceolaria arbuscula Molau
- Calceolaria argentea Kunth
- Calceolaria ascendens Lindl.
- Calceolaria asperula Phil.
- Calceolaria atahualpae Kraenzl.
- Calceolaria auriculata Phil.
- Calceolaria australis (Molau) Molau
- Calceolaria ballotifolia Kraenzl.
- Calceolaria barbata Molau
- Calceolaria bartsiifolia Wedd.
- Calceolaria belophora Pennell
- Calceolaria bentae Molau
- Calceolaria bicolor Ruiz & Pav.
- Calceolaria bicrenata Ruiz & Pav.
- Calceolaria biflora Lam.
- Calceolaria bogotensis (Pennell) Pennell
- Calceolaria boliviana (Britton ex Rusby) Pennell
- Calceolaria brachiata Kraenzl.
- Calceolaria brunellifolia Phil.
- Calceolaria buchtieniana Kraenzl.
- Calceolaria bullata Molau
- Calceolaria caespitosa Molau
- Calceolaria cajabambae Kraenzl.
- Calceolaria caleuana Muñoz-Schick & A.Moreira
- Calceolaria calycina Benth.
- Calceolaria campanae Phil.
- Calceolaria cana Cav.
- Calceolaria cataractarum Molau
- Calceolaria cavanillesii Phil.
- Calceolaria chaetostemon Pennell
- Calceolaria chelidonioides Kunth
- Calceolaria chibulensis C.Romero, Bussmann & Puppo
- Calceolaria chrysosphaera Pennell
- Calceolaria collina Phil.
- Calceolaria colombiana Pennell
- Calceolaria colquepatana Pennell
- Calceolaria commutata Molau
- Calceolaria comosa Pennell
- Calceolaria comulcana C.Romero, Bussmann & Puppo
- Calceolaria concava Molau
- Calceolaria connatifolia Pennell
- Calceolaria conocarpa Pennell
- Calceolaria cordifolia Molau
- Calceolaria cordiformis Edwin ex Moldau
- Calceolaria corymbosa Ruiz & Pav.
- Calceolaria crassa Molau
- Calceolaria crenata Lam.
- Calceolaria crenatiflora Cav.
- Calceolaria cumbemayensis Molau
- Calceolaria cuneiformis Ruiz & Pav.
- Calceolaria cypripediiflora Kraenzl.
- Calceolaria deflexa Ruiz & Pav.
- Calceolaria densiflora Molau
- Calceolaria densifolia Phil.
- Calceolaria dentata Ruiz & Pav.
- Calceolaria dentifolia Edwin
- Calceolaria dichotoma Lam.
- Calceolaria dilatata Benth.
- Calceolaria discotheca Molau
- Calceolaria divaricata Kunth
- Calceolaria elatior Griseb.
- Calceolaria engleriana Kraenzl.
- Calceolaria ericoides Juss. ex Vahl
- Calceolaria extensa Benth.
- Calceolaria ferruginea Cav.
- Calceolaria filicaulis Clos
- Calceolaria flavida Lavandero & Santilli
- Calceolaria flavovirens C.Ehrh.
- Calceolaria flexuosa Ruiz & Pav.
- Calceolaria flosparva Edwin
- Calceolaria fothergillii Aiton
- Calceolaria frondosa Molau
- Calceolaria fulva Witasek
- Calceolaria fusca Pennell
- Calceolaria gaultherioides Molau
- Calceolaria georgiana Phil.
- Calceolaria germainii Witasek
- Calceolaria glacialis Wedd.
- Calceolaria glandulosa Poepp. ex Benth.
- Calceolaria glauca Ruiz & Pav.
- Calceolaria gossypina Benth.
- Calceolaria grandiflora Pennell
- Calceolaria harlingii Molau
- Calceolaria helianthemoides Kunth
- Calceolaria heterophylla Ruiz & Pav.
- Calceolaria hirtiflora Pennell
- Calceolaria hispida Benth.
- Calceolaria hypericina Poepp. ex Benth.
- Calceolaria hypoleuca Meyen
- Calceolaria hyssopifolia Kunth
- Calceolaria inamoena Kraenzl.
- Calceolaria inaudita Kraenzl.
- Calceolaria incachacensis Kraenzl.
- Calceolaria incarum Kraenzl.
- Calceolaria inflexa Ruiz & Pav.
- Calceolaria integrifolia L.
- Calceolaria involuta Ruiz & Pav.
- Calceolaria irazuensis Donn.Sm.
- Calceolaria jujuyensis Botta
- Calceolaria juncalensis Kraenzl.
- Calceolaria kraenzliniae Kraenzl.
- Calceolaria laevis Molau
- Calceolaria lagunae-blancae Kraenzl.
- Calceolaria lamiifolia Kunth
- Calceolaria lanata Kunth
- Calceolaria lanigera Phil.
- Calceolaria lasiocalyx Pennell
- Calceolaria latifolia Benth.
- Calceolaria lavandulifolia Kunth
- Calceolaria lehmanniana Kraenzl.
- Calceolaria lepida Phil.
- Calceolaria lepidota Kraenzl.
- Calceolaria leptantha Pennell
- Calceolaria leucanthera Pennell
- Calceolaria linearis Ruiz & Pav.
- Calceolaria llamaensis (Edwin) Molau
- Calceolaria lobata Cav.
- Calceolaria lojensis Pennell
- Calceolaria ludens Kraenzl.
- Calceolaria luteocalyx Edwin
- Calceolaria maculata Edwin
- Calceolaria martinezii Kraenzl.
- Calceolaria melissifolia Benth.
- Calceolaria mexicana Benth.
- Calceolaria meyeniana Phil.
- Calceolaria micans Molau
- Calceolaria microbefaria Kraenzl.
- Calceolaria molaui Puppo
- Calceolaria mollissima Walp.
- Calceolaria monantha Kraenzl.
- Calceolaria morisii Walp.
- Calceolaria moyobambae Kraenzl.
- Calceolaria myriophylla Kraenzl.
- Calceolaria neglecta Molau
- Calceolaria nevadensis (Pennell) Standl.
- Calceolaria nitida Colla
- Calceolaria nivalis Kunth
- Calceolaria nudicaulis Benth.
- Calceolaria obliqua Molau
- Calceolaria oblonga Ruiz & Pav.
- Calceolaria obtusa Molau
- Calceolaria odontophylla Molau
- Calceolaria olivacea Molau
- Calceolaria oreophila Molau
- Calceolaria oxapampensis Puppo
- Calceolaria oxyphylla Molau
- Calceolaria pallida Phil.
- Calceolaria paposana Phil.
- Calceolaria paralia Cav.
- Calceolaria parviflora Gillies ex Benth.
- Calceolaria parvifolia Wedd.
- Calceolaria pavonii Benth.
- Calceolaria pedunculata Molau
- Calceolaria penlandii Pennell
- Calceolaria pennellii Descole & Borsini
- Calceolaria percaespitosa Wooden
- Calceolaria perfoliata L.f.
- Calceolaria petioalaris Cav.
- Calceolaria phaceliifolia Edwin
- Calceolaria phaeotricha Molau
- Calceolaria philippii Eyzag.
- Calceolaria picta Phil.
- Calceolaria pilosa Molau
- Calceolaria pinifolia Cav.
- Calceolaria pinnata L.
- Calceolaria pisacomensis Meyen ex Walp.
- Calceolaria platyzyga Diels
- Calceolaria plectranthifolia Walp.
- Calceolaria poikilanthes Sandwith
- Calceolaria polifolia Hook.
- Calceolaria polyclada Kraenzl.
- Calceolaria polyrhiza Cav.
- Calceolaria procera Pennell
- Calceolaria psammophila Skottsb.
- Calceolaria pulverulenta Ruiz & Pav.
- Calceolaria pumila Edwin
- Calceolaria punicea Ruiz & Pav.
- Calceolaria puppoae Molinari
- Calceolaria purpurascens (Sodiro) Molau
- Calceolaria purpurea Graham
- Calceolaria quitoensis Pennell
- Calceolaria ramosa Molau
- Calceolaria rariflora Molau
- Calceolaria reichlinii Edwin
- Calceolaria revoluta Pennell
- Calceolaria rhacodes Kraenzl.
- Calceolaria rhododendroides Kraenzl.
- Calceolaria rhombifolia Molau
- Calceolaria rinconada C.Ehrh.
- Calceolaria rivularis Kraenzl.
- Calceolaria rosmarinifolia Lam.
- Calceolaria rotundifolia Kunth
- Calceolaria rubiginosa C.Ehrh.
- Calceolaria rufescens Molau
- Calceolaria rugulosa Edwin
- Calceolaria ruiz-lealii Descole & Borsini
- Calceolaria rupestris Molau
- Calceolaria salicifolia Ruiz & Pav.
- Calceolaria salpoana S.Leiva, E.Rodr. & V.Rimarachín
- Calceolaria santolinoides Kraenzl.
- Calceolaria scabra Ruiz & Pav.
- Calceolaria scapiflora (Ruiz & Pav.) Benth.
- Calceolaria schickendantziana Kraenzl.
- Calceolaria sclerophylla Molau
- Calceolaria segethii Phil.
- Calceolaria semiconnata Pennell
- Calceolaria sericea Pennell
- Calceolaria serrata Lam.
- Calceolaria sessilis Ruiz & Pav.
- Calceolaria sibthorpioides Kunth
- Calceolaria sonchensis Pennell ex Edwin
- Calceolaria soratensis Kraenzl.
- Calceolaria sotarensis Pennell
- Calceolaria sparsiflora Kunze
- Calceolaria spathulata Witasek
- Calceolaria speciosa Pennell
- Calceolaria spruceana Kraenzl.
- Calceolaria stellariifolia Phil.
- Calceolaria stricta Kunth
- Calceolaria talcana J.Grau & C.Ehrh.
- Calceolaria tenella Poepp.
- Calceolaria tenuis Benth.
- Calceolaria tetragona Benth.
- Calceolaria teucrioides Griseb.
- Calceolaria thyrsiflora Graham
- Calceolaria tomentosa Ruiz & Pav.
- Calceolaria triandra (Cav.) Vahl
- Calceolaria trichanthera Molau
- Calceolaria triloba Edwin
- Calceolaria trilobata Hemsl.
- Calceolaria tripartita Ruiz & Pav.
- Calceolaria tucumana Descole
- Calceolaria umbellata Wedd.
- Calceolaria undulata Benth.
- Calceolaria uniflora Lam.
- Calceolaria urticifolia Molau
- Calceolaria utricularioides Hook. ex Benth.
- Calceolaria vaccinioides Kraenzl.
- Calceolaria valdiviana Phil.
- Calceolaria variifolia Edwin
- Calceolaria velutina Pennell
- Calceolaria velutinoides Edwin
- Calceolaria verbascifolia Bertero ex Phil.
- Calceolaria virgata Ruiz & Pav.
- Calceolaria viscosa Ruiz & Pav.
- Calceolaria viscosissima (Hook.) Lindl.
- Calceolaria volckmannii Phil.
- Calceolaria vulpina Kraenzl.
- Calceolaria weberbaueriana Kraenzl.
- Calceolaria × wettsteiniana Witasek
- Calceolaria williamsii Phil.
- Calceolaria zamorana Molau

## Coltivazione
Le specie erbacee annuali e biennali sono piante molto delicate e vanno coltivate in ambiente adatto in serra luminosa e ben aerata, su terriccio leggero, permeabile e fertile, si moltiplicano con la semina estiva per ottenere la fioritura nella primavera successiva, mentre le specie perenni e suffruticose, si coltivano in posizione soleggiata su suolo fertile, si moltiplicano tutti gli anni per talea posta a svernare in serra temperata e asciutta.

## Usi
Le specie erbacee annuali poco rustiche si prestano alla coltivazione in vaso e molto meno per decorare i giardini, mentre le specie perenni e suffruticose, si prestano alla formazione di aiuole fiorite.